# Toshinari Takaoka
Toshinari Takaoka (jap. 高岡 寿成 Takaoka Toshinari; * 24. September 1970 in Yamashiro, heute Kizugawa) ist ein japanischer Langstreckenläufer, der sich in den letzten Jahren auf den Marathon spezialisiert hat. Er wird in der ewigen Bestenliste japanischer Marathonläufer auf Platz 3 geführt.

## Leben
Seine ersten Erfolge hatte er auf der Bahn. 1994 holte er bei den Asienspielen Gold im 5000-Meter- und 10.000-Meter-Lauf, und in den folgenden Jahren stellte er die damaligen Landesrekorde über 3000 m (7:41,87), 5000 m (13:13,40) und 10.000 m (27:35,09) auf. Bei den Olympischen Spielen 2000 in Sydney wurde er Fünfzehnter über 5000 m und Siebter über 10.000 m.
2001 wurde er bei seinem Debüt über diese Distanz Dritter beim Fukuoka-Marathon. Denselben Platz belegte er ein Jahr später beim Chicago-Marathon und stellte dabei mit 2:06:16 den damaligen Asienrekord auf, der erst 2018 durch seinen Landsmann Yūta Shitara um fünf Sekunden unterboten wurde. Ebenfalls den dritten Platz belegte er beim Fukuoka-Marathon 2003 und beim Chicago-Marathon 2004.
Mit einem Sieg beim Tokyo International Men’s Marathon qualifizierte er sich für die Leichtathletik-Weltmeisterschaften 2005 in Helsinki, bei der er Vierter wurde.
Beim Tokyo International Men's Marathon 2006 belegte er den zweiten Platz.
Toshinari Takaoka hat bei einer Größe von 1,86 m ein Wettkampfgewicht von 64 kg.